# Инфинити надо
Инфинити надо (кин: 战斗王之飓风战魂) је кинеска анимирана серија предузећа Alpha Culture Animation која се приказује од 2012. године.
У Србији се приказивала на каналима Pikaboo, Топ и Dexy TV, са синхронизацијом треће сезоне коју је радио студио Блу хаус и пете сезоне коју је радио студио Облакодер.